# Auerbach-bázis
Egy Auerbach-bázis a lineáris algebrában és funkcionálanalízisben egy normált vektortér lineárisan független részhalmaza, ami megfelel bizonyos tulajdonságoknak. Nevezetesen:
Legyen {\displaystyle X} normált vektortér; ekkor {\displaystyle A\subseteq X} Auerbach-bázisa {\displaystyle X}-nek, ha:
- Az {\displaystyle A} halmaz lineáris burka sűrű {\displaystyle X}-ben;
- Minden {\displaystyle a\in A} esetén  {\displaystyle \|a\|=\inf\{\|a-b\|:b\in [A\setminus \{a\}]\}}, ahol {\displaystyle [B]} a {\displaystyle B} halmaz lineáris burkának lezártja;
- {\displaystyle A} elemei lineárisan függetlenek egymástól; ez a feltétel következik az előbbiektől.

Egy {\displaystyle A} Auerbach-bázis normált Auerbach-bázis, ha minden elemének normája 1.

## Motiváció és történet
Minden véges dimenziós Hilbert-térben akkor és csak akkor teljesül
{\displaystyle \|x\|=\inf\{\|x-y\|:y\in [B]\}},
ha az {\displaystyle x} vektor iránya normális a {\displaystyle B} által generált altérre. Ebben az értelemben a normált Auerbach-bázis az ortonormális bázis fogalmának általánosítása.
Auerbach 1929-ben írt értekezésében definiálta a fogalmat. Stefan Banach egy 1932-ben írt monográfiája megemlítette ezt a disszertációt.

## Ekvivalens definíciók
Egy X Banach-térben egy A halmaz pontosan akkor normált Auerbach-bázis, ha:
- {\displaystyle [A]=X}.
- minden {\displaystyle a\in A}-ra {\displaystyle a\notin [A\setminus \{a\}]}
- minden {\displaystyle a\in A} esetén {\displaystyle \|a\|=1}
- létezik {\displaystyle X}-en értelmezett folytonos lineáris funkcionáloknak egy {\displaystyle \{f_{a}:a\in A\}} halmaza úgy, hogy

- {\displaystyle f_{a}(b)=\delta _{ab}} minden {\displaystyle a,b\in A} esetén. Itt {\displaystyle \delta _{ab}}  a Kronecker-delta.
- {\displaystyle \|f_{a}\|=1} minden {\displaystyle a\in A}-re.

A Hahn–Banach-tétellel bizonyítható.
Véges dimenziós esetben az első két feltétel azt jelenti, hogy ez egy lineárisan független halmaz. Az Auerbach-lemma szerint véges dimenziós normált vektortérben mindig létezik Auerbach-bázis.

## Fordítás
Ez a szócikk részben vagy egészben  az   Auerbachbasis című német Wikipédia-szócikk fordításán alapul.  Az eredeti cikk szerkesztőit annak laptörténete sorolja fel. Ez a jelzés csupán a megfogalmazás eredetét és a szerzői jogokat jelzi, nem szolgál a cikkben szereplő információk forrásmegjelöléseként.